# Серра-да-Мантикейра
Се́рра-да-Мантике́йра (порт. Serra da Mantiqueira) — горный массив в Бразилии, к западу от Рио-де-Жанейро. Входит в состав Бразильского плоскогорья.
Высшая точка — гора Агульяс-Неграс (2792 м). Массив сложен кристаллическими и метаморфическими породами. Круто обрывается на юго-востоке к впадине реки Параиба. Западные склоны более пологие, сильно расчленены. На склонах произрастают влажнотропические леса.